# Spårstyrd racing

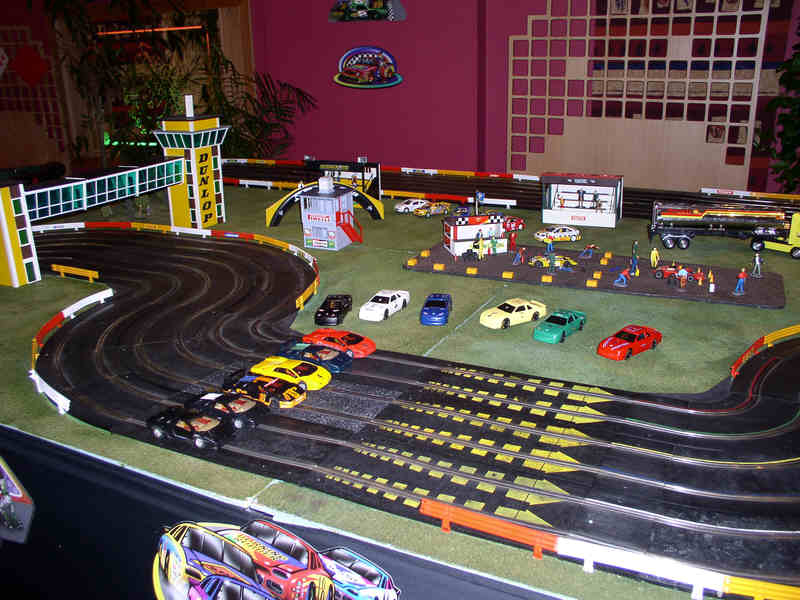
En Scalextricbana.

Spårstyrd racing eller slotracing är en racertävling mellan skalenliga modellbilar. 
Bilarna drivs av elmotorer som matas med likström genom ledspår i banan. Bilarna är byggda i skala 1:24 eller 1:32. Spårsystemet utvecklades ungefär samtidigt av två engelska hobby- och leksaksföretag i mitten av 1950-talet, Victory Industries (VIP) i Guildford, Surrey och Minimodels Ltd. i Havant, Hampshire. Minimodels variant Scalextric blev snabbt det mer framgångsrika spårsystemet, och har sedan utvecklats till dagens bilbana.